# August von Geyso (Politiker)
August von Geyso (* 2. April 1802 in Braunschweig; † 28. November 1861 ebenda) war vom 25. April 1859 bis zum 26. November 1861 Staatsminister im Herzogtum Braunschweig. 

## Leben
Seine Eltern waren der herzoglich-braunschweigische Hauptmann August Friedrich Karl von Geyso (* 5. August 1766; † 5. Dezember 1802) und dessen Ehefrau Caroline von Biela (* 15. Juni 1778; † 26. April 1858).
Er besuchte von 1812 bis 1818 das Philanthropin in Vechelde, 1819 das Braunschweiger Collegium Carolinum und studierte ab 1820 Rechtswissenschaft in Göttingen, wo er sich dem Corps Brunsviga anschloss. Er wurde anschließend Kreisamtsaktuar, 1826 Sekretär und 1828 Geheimer Kanzleisekretär im Herzogtum Braunschweig. Im Jahre 1830 wechselte Geyso aus Protest gegen die nicht verfassungsgemäßen Maßnahmen des regierenden Herzogs Karl II. in den Dienst des Königreiches Hannover. Nach seiner Rückkehr nach Braunschweig arbeitete er unter dem neuen Herzog Wilhelm seit 1831 als Justizamtmann in Schöningen und ab 1832 in Blankenburg, wo er 1835 zum Landes-Ökonomie- und Finanzrat ernannt wurde. Geyso wirkte als Kreisdirektor seit 1837 in Wolfenbüttel und seit 1842 in Helmstedt. Im Jahre 1844 wurde er braunschweigischer Finanzdirektor und 1848 Geheimrat. Geyso wurde am 25. April 1859 zum Staatsminister ernannt.
Geyso starb 1861 in Braunschweig. Dort ist die ab den 1880er Jahren bebaute Geysostraße nach ihm benannt.
Er heiratete in erster Ehe Juliane von Schmidt-Phiseldeck (* 9. Januar 1805; † 10. Dezember 1854). Nach ihrem Tod heiratete er am 12. März 1856 Charlotte von Schleinitz (1828–1913), eine Tochter des braunschweigischen Staatsministers Wilhelm von Schleinitz († 1856). Beide Ehe waren kinderlos.